# Hahoe
Hahoe (하회) ist ein historisches Dorf in der Provinz Gyeongsangbuk-do (경상북도) in Südkorea.

## Namensbedeutung
Der Name Hahoe ist aus dem Chinesischen 河回 abgeleitet und bedeutet die Schleife des Flusses oder die Flussschleife.

## Geographie
Hahoe liegt 19 km westlich von Andong (안동시) entfernt, direkt am Fluss Nakdonggang (낙동강). Das Dorf, das in einem Bogen südlich, westlich und nördlich von dem Fluss umschlossen wird, hat eine Fläche von 499,5 Hektar. Nordöstlich des Dorfes befindet sich der 271 m hohe und mit Tälern durchzogene Berg Hwasan (화산), und südlich auf der anderen Flussseite schließt sich eine ausgedehnte Berglandschaft an. Das Dorf selbst, neben dem sich in westlicher Richtung Farmland anschließt, liegt auf rund 80 m Höhe. Verkehrstechnisch angeschlossen ist das Dorf über zwei Landstraßen an den Expressway 55.

## Geschichte

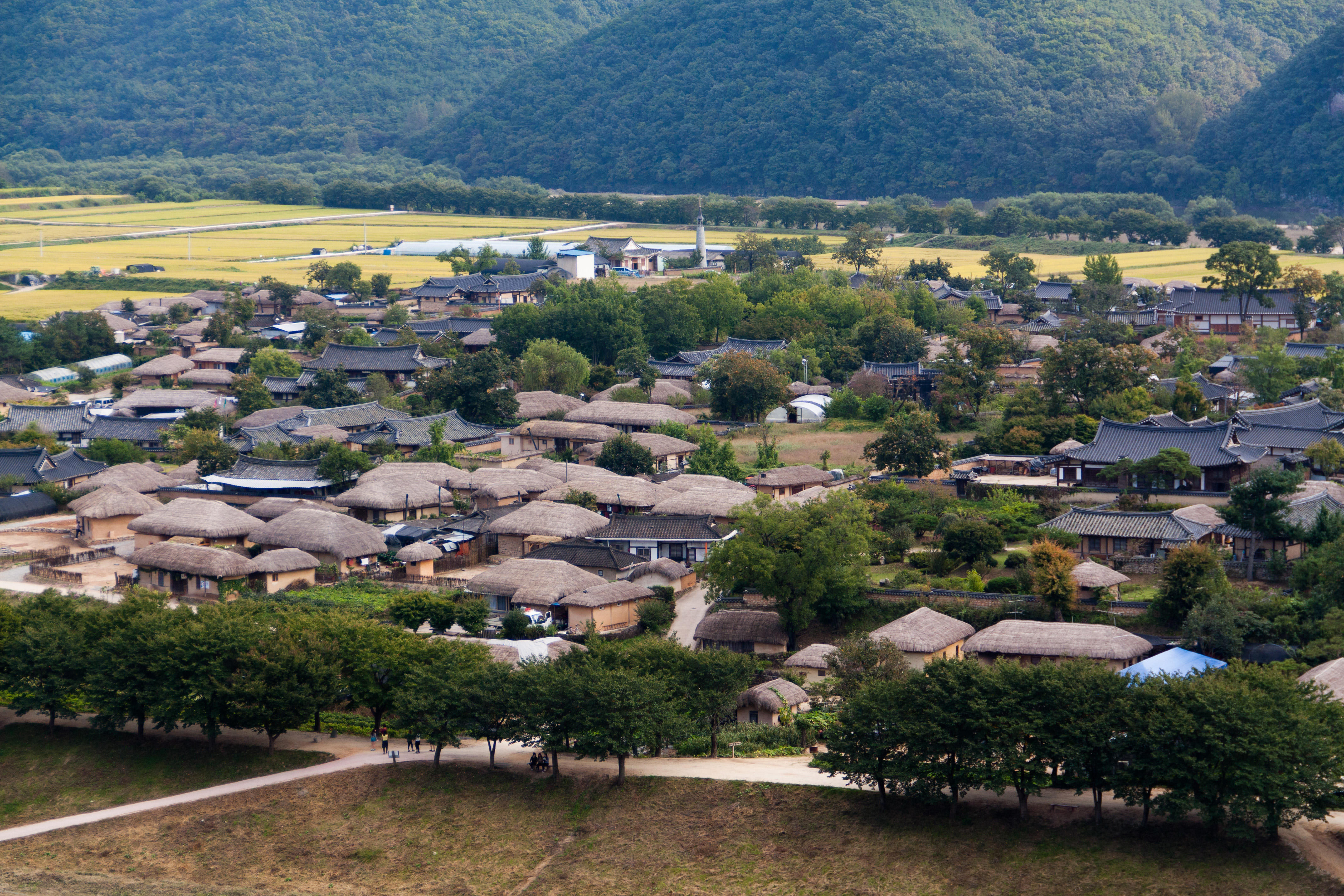
Hahoe

Hahoe war das Dorf des Ryu-Klans (류), einer einflussreichen Familie in der Region Andong. Das Dorf wurde zum Ende der Goryeo-Zeit (고려) (918–1392) im 13. Jahrhundert von Ryu Jong-hye (류 종혜) am Nakdonggang gegründet. Während der Joseon-Zeit kamen viele berühmte Politiker und Gelehrte aus dem Dorf und ab dem 16. Jahrhundert war das Dorf als Ursprung des aristokratischen Klans, der in der südöstlichen Region des Landes großen Einfluss hatte, bekannt.
1751 wurde Hahoe im Taengniji (탱니지), einem Werk über die die Geographie des Landes, als ausgesprochen günstig für Ansiedlungen erwähnt und 1931 als einer der vier besten Orte des südlichen Teils der koreanischen Halbinsel bekannt. Mit knapp 500 Hektar Größe und 124 Haushalten war das Dorf überdurchschnittlich groß, lag doch die durchschnittliche Anzahl von Haushalten in Dörfern jener Zeit zwischen 60 und 70 Haushalten. Auch die Häuser waren größer ausgeführt als vergleichbare in anderen Dörfern.
1916 bekam das Dorf eine Grundschule und 1939 am Eingang des Dorfes eine Kirche. 1991 wurde die Grundschule allerdings wieder geschlossen, da viele Dorfbewohner es in den 1980er Jahren vorzogen in die Stadt zu ziehen. In den 1990er Jahren kamen einige Bewohner zurück und bauten neue Häuser im traditionellen koreanischen Stil. Das Dorf ist heute weiterhin bewohnt, kann aber gegen eine Eintrittsgebühr von Touristen besucht werden. In den Jahren bis 2007 kamen durchschnittlich jährlich etwas über 800.000 Besucher.

## Hahoe Byeolsingut Talnori

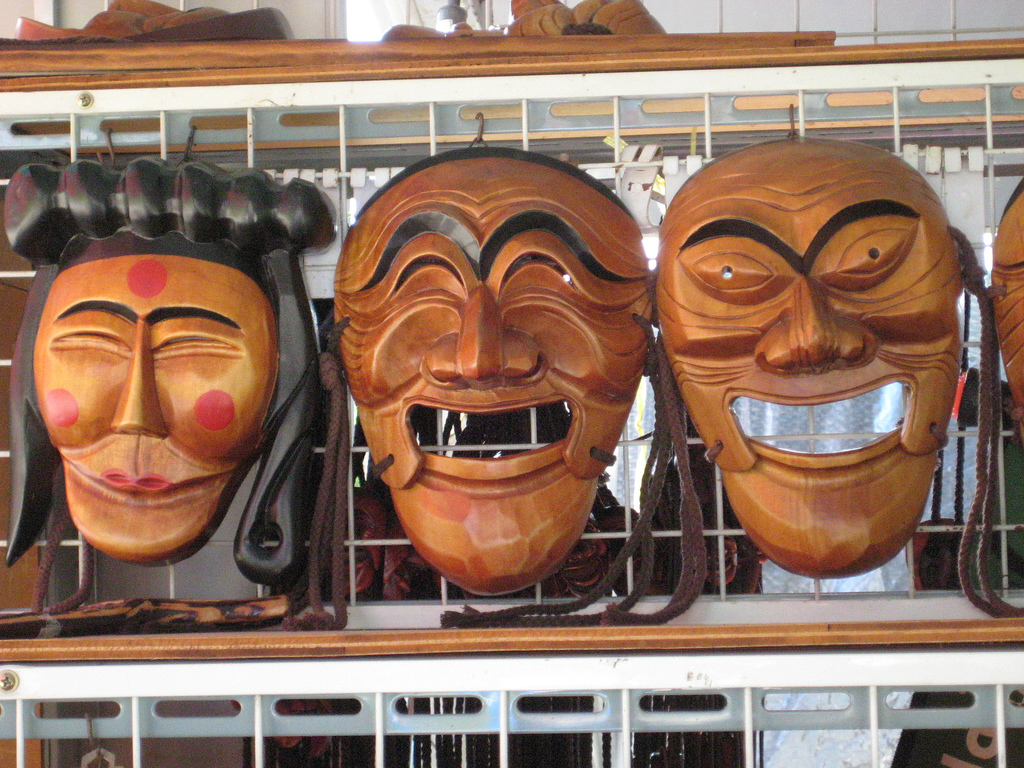
Hahoe Masken

Der Hahoe Byeolsingut Talnori (하회 별신궅 탈노리) ist ein koreanischer Maskentanz, der aus dem Dorf Hahoe stammt. Die Bewohner des Dorfes unterhielten Riten, die göttliche Wesen verehrten, die das Dorf angeblich beschützten. Der Name Byeolsingut bezeichnet ein spezielles schamanistisches Ritual, das alle fünf Jahre oder zehn Jahre in Hahoe abgehalten wurde.
Der Tanz besteht aus acht Szenen, wobei die beiden letzten Szenen dafür bestimmt sind, den beschützenden Geist oder Gott milde zu stimmen. Der Hahoe Byeolsingut Talnori ist einer der ältesten bekannten Maskentänze Koreas. Elf seiner Masken sind erhalten und stammen aus der Zeit der Goryeo Dynasty. Sie werden im Nationalmuseum von Südkorea aufbewahrt. Die aus Holz gefertigten Masken, verkörpern folgende Charaktere: Gaksi (die Braut), Yangban (der Adelige), Seonbi (der Gelehrte), Bune (die kokette junge Frau), Jung (der buddhistische Mönch), Baekjeong (der Fleischer), Halmi (die alte Frau), Choraengi (der Diener des Adeligen), zwei Juji (Löwen) und die unfertige Maske Imae (der verrückte Diener des Gelehrten).

## UNESCO-Weltkulturerbe
Im Juli 2010 hatte die 34. Generalversammlung des Welterbekomitees der UNESCO in Brasilien das historische Dorf Hahoe, das in Südkorea als Kulturgut Nr. 122 geführt wird, zusammen mit dem historischen Dorf Yangdong (양동) unter der Bezeichnung Historische Dörfer Hahoe und Yangdong als Kulturerbestätte in die UNESCO-Welterbeliste aufgenommen. Die geschützte Fläche von Hahoe umfasst das gesamte Dort mit seinen 499,5 Hektar, weitere 566,1 Hektar sind als Pufferzone nach Osten ausgewiesen. Zusätzlich wurde die Byeongsanseowon Confucian Academy, die 1,7 Hektar umfasst und 3 km östlich des Dorfes liegt, in die Liste aufgenommen.